# Victoriano Ríos Pérez
Victoriano Ríos Pérez (San Cristóbal de La Laguna; 10 de junio de 1930-Tenerife; 9 de enero de 2018) fue un médico y político español que perteneció a Coalición Canaria. Fue diputado, senador y presidente del Parlamento de Canarias. 

## Biografía
Estudió medicina en la Universidad de La Laguna, siendo presidente del Colegio Oficial de Médicos de Santa Cruz de Tenerife entre 1976 y 1982, y ejerciendo como profesor titular de Patología y Clínica Médica, en dicha universidad. Fue jefe de servicio del Hospital Universitario de Canarias, es académico numerario de la Real Academia de Medicina de Canarias, miembro de la Academia de Doctores de Madrid.
Tras un amplio periodo de actividad política en formaciones de corte nacionalista, en el que se destaca su actividad como presidente de las Agrupaciones Independientes de Canarias —AIC, a través de la Agrupación Tinerfeña de Independientes (ATI)—, fue elegido como diputado por la isla de Tenerife en las elecciones de 1987, ocupando la presidencia del Parlamento de Canarias en la ii y iii Legislatura. Entre 1995 y 2003 ejerció como senador por la Comunidad Autónoma de Canarias, desempeñando en la Cámara Alta los cargos de secretario segundo de la Mesa del Senado y la portavocía del Grupo Parlamentario de Senadores de Coalición Canaria, en la iv y v Legislaturas y. En 2003 retornó al Parlamento de Canarias, tras ser elegido nuevamente como diputado por la Isla de Tenerife. 
Escribió un libro sobre los antecedentes e iniciativas parlamentarias sobre la delimitación del mar de Canarias.
Falleció en Tenerife el 9 de enero de 2018. El velatorio quedó instalado en el cementerio de Santa Lastenia, en la capital tinerfeña.

## Asociaciones a las que perteneció
- Primer miembro de Honor de Coalición Canaria
- Real Sociedad Económica de Amigos del País de Tenerife
- Instituto de Estudios Canarios.
- Cofundador del Centro de Análisis y Estudios Ríos Pérez (CAERP)
- Fundación Nicolás Estévanez.
- Real Academia de Medicina del distrito de Santa Cruz de Tenerife.